# ستانكو تودوروف
ستانكو تودوروف (بالبلغارية: Станко Тодоров)‏ (و. 1920 – 1996 م) هو سياسي من بلغاريا .